# ولسوالی بگرام
ولسوالی بگرام یکی از ولسوالی‌های ولایت پروان، به مرکزیت شهر بگرام در افغانستان است. مساحت ولسوالی بگرام ۳۰۹ کیلومترمربع و مطابق احصائیه سال ۱۳۹۹ جمعیت آن ۱۱۷٬۱۸۱ نفر می‌باشد. این ولسوالی از جنوب با ولایت کابل، از شرق با ولسوالی شینواری و از شمال با ولسوالی چاریکار هم‌مرز است.

## نام
بگرام از دو کلمه سانسکریت مشتق شده یعنی «باگ» و «رام» به مفهوم «باغ رام» یا «باغ خدا». میر غلام محمد غبار می‌نویسد: «مقتدرترین پادشاه کوشانی، کانیشکا که بین سالهای ۱۲۰ و ۱۶۰ میلادی سلطنت کرد، پایتخت خود را از شمال هندوکش به جنوب هندوکش منتقل ساخت و بگرام را مرکز تابستانی و پیشاور را پایتخت زمستانی خود قرار داد.»

## پیشینه
سکونت انسان‌ها در ولسوالی بگرام به دوران‌های ما قبل تاریخ برمیگردد. به سبب قرار گرفتن این ولسوالی در مسیر راه ابریشم و داشتن طبیعت سبز و پرآب، این منطقه در درازای تاریخ از اهمیت فوق‌العاده‌ای برخوردار بوده‌است.

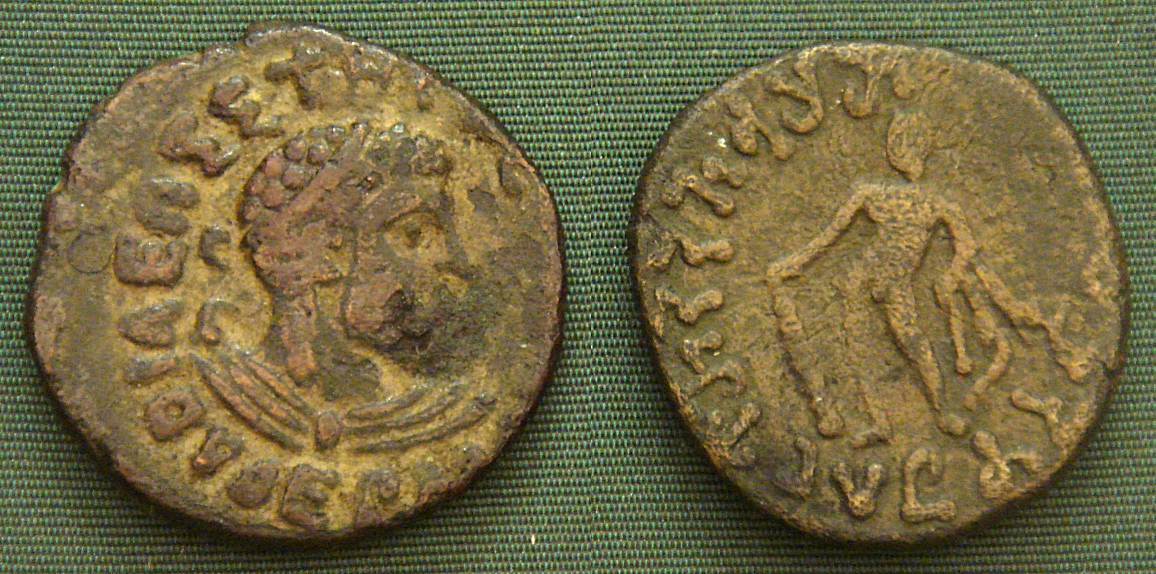
کوجوله کادفیزس، شاه کوشانی منطقهٔ تخارستان و بگرام.

شهرهای بگرام و کاپیسا در دو سوی رودخانه پنجشیر مهد تمدن بشری است. امروزه آثاری تاریخی از دوره کوشانی در بگرام، تپه عبدالله و برج کاپیسا باقی مانده‌است.
ولسوالی بگرام در دوره کوشانی اهمیت پیدا می‌کند چنانچه کنشکای کبیر برای اولین بار شهر بگرام را به عنوان پایتخت تابستانی امپراتوری کوشانی اعلام کرد.
پروان در جنگ‌های افغان-انگلیس صحنه نبردهای مهم میان نظامیان برتانیایی و افغان بود که چندین بار سبب شکست مهاجمان انگلیسی شده‌است.

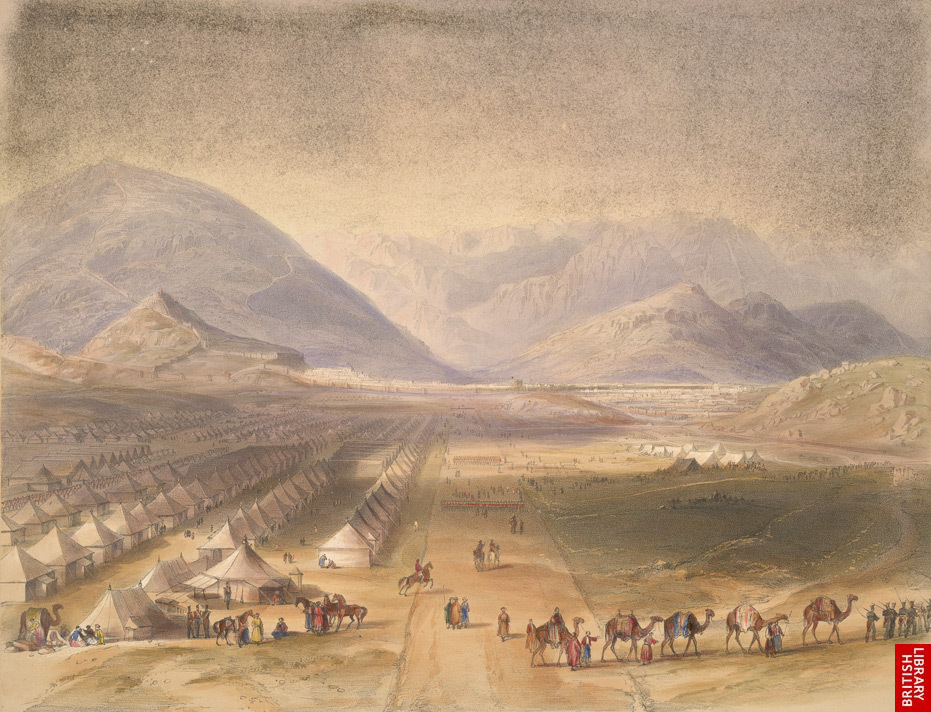
کابل در جنگ اول افغان و انگلیس. نیروهای میرمسجدی خان پس از تصرف مناطق بگرام و کاپیسا از انگلیسی‌ها، وارد نبرد کابل شدند.

طی چهل سال اخیر مرکز ولسوالی بگرام که در کنار میدان هوایی نظامی قرار دارد به یک مرکز نظامی مبدل شده‌است. در کودتای هفت ثور سال ۱۳۵۷ از هواپیماهای همین میدان برای سقوط حکومت محمد داوود خان استفاده شد. شهنواز تنی علیه حکومت نحیب الله احمدزی از همین میدان استفاده نمود ولی ناکام ماند. دولت برهان‌الدین ربانی از هواپیماهای این میدان علیه گلبدین حکمتیار و عبدالرشید دوستم و طالبان استفاده نمود. پس از سال ۲۰۰۱، این میدان در تصرف قوای نظامی آمریکا درآمد. آمریکا در پی حمله به افغانستان در سال ۲۰۰۱ به راه‌اندازی یک مرکز بازداشت موقت در پایگاه نظامی بگرام اقدام کرد که تا سال ۱۳۸۷ حدود ۶۳۰ زندانی را در خود جای داده‌است.

## جغرافیا

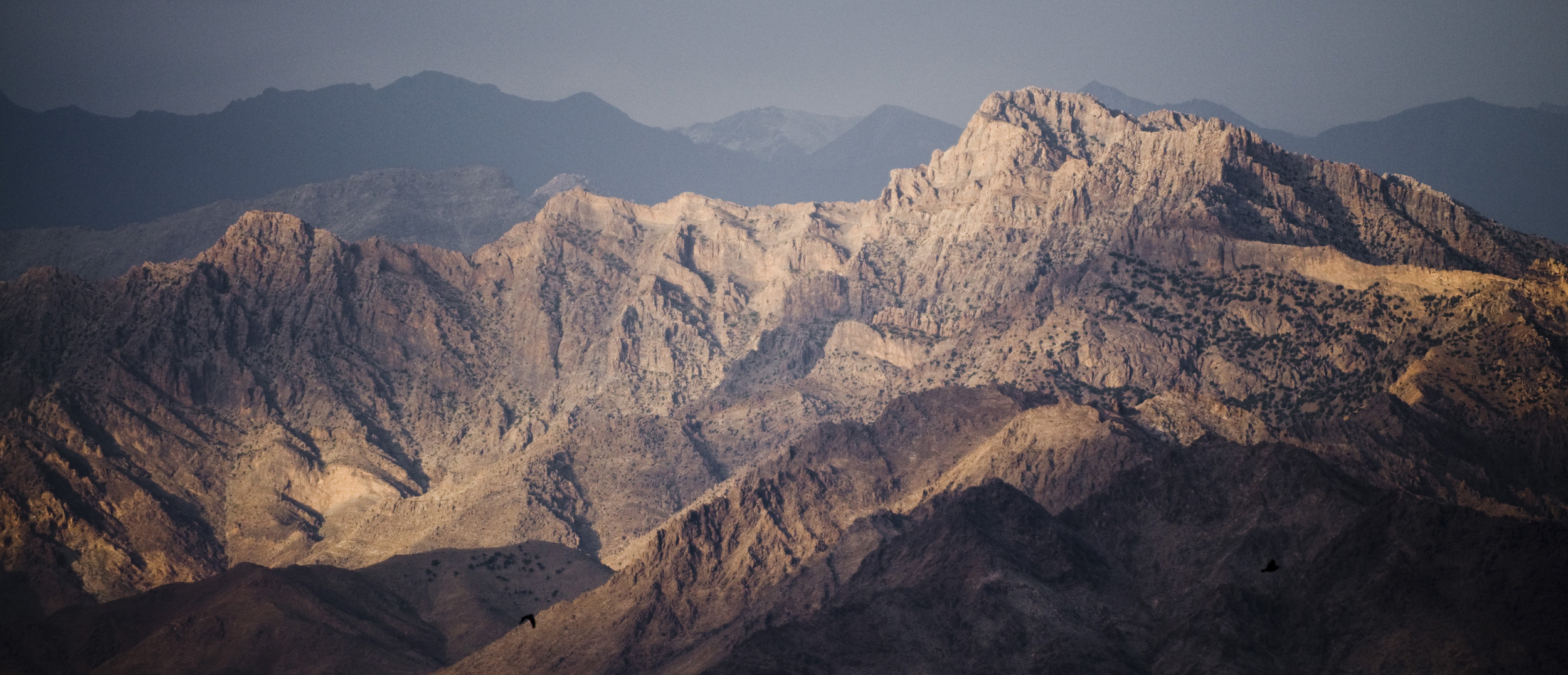
طبیعت کوهستان‌های ولسوالی بگرام

این ولسوالی با ۳۰۹ کیلومترمربع پهناوری از شمال با کاپیسا، از جنوب با ولایت کابل، از جنوب شرقی با ولسوالی کوه‌صافی، از شمال‌غربی با ولسوالی‌های سیدخیل و چاریکار هم‌مرز است.
بیشتر مساحت ولسوالی بگرام را زمین‌های هموار تشکیل داده‌است که با رود پنجشیر آبیاری می‌شوند. کوه‌های آن هم در جنوب غربی ولسوالی قرار گرفته‌است که آنرا از ولایت کابل و ولسوالی کوه‌صافی جدا می‌کند. فرودگاه نظامی بگرام نیز در این ولسوالی قرار دارد و مساحت قابل توجهی را به خود اختصاص داده‌است.

## زندان بگرام

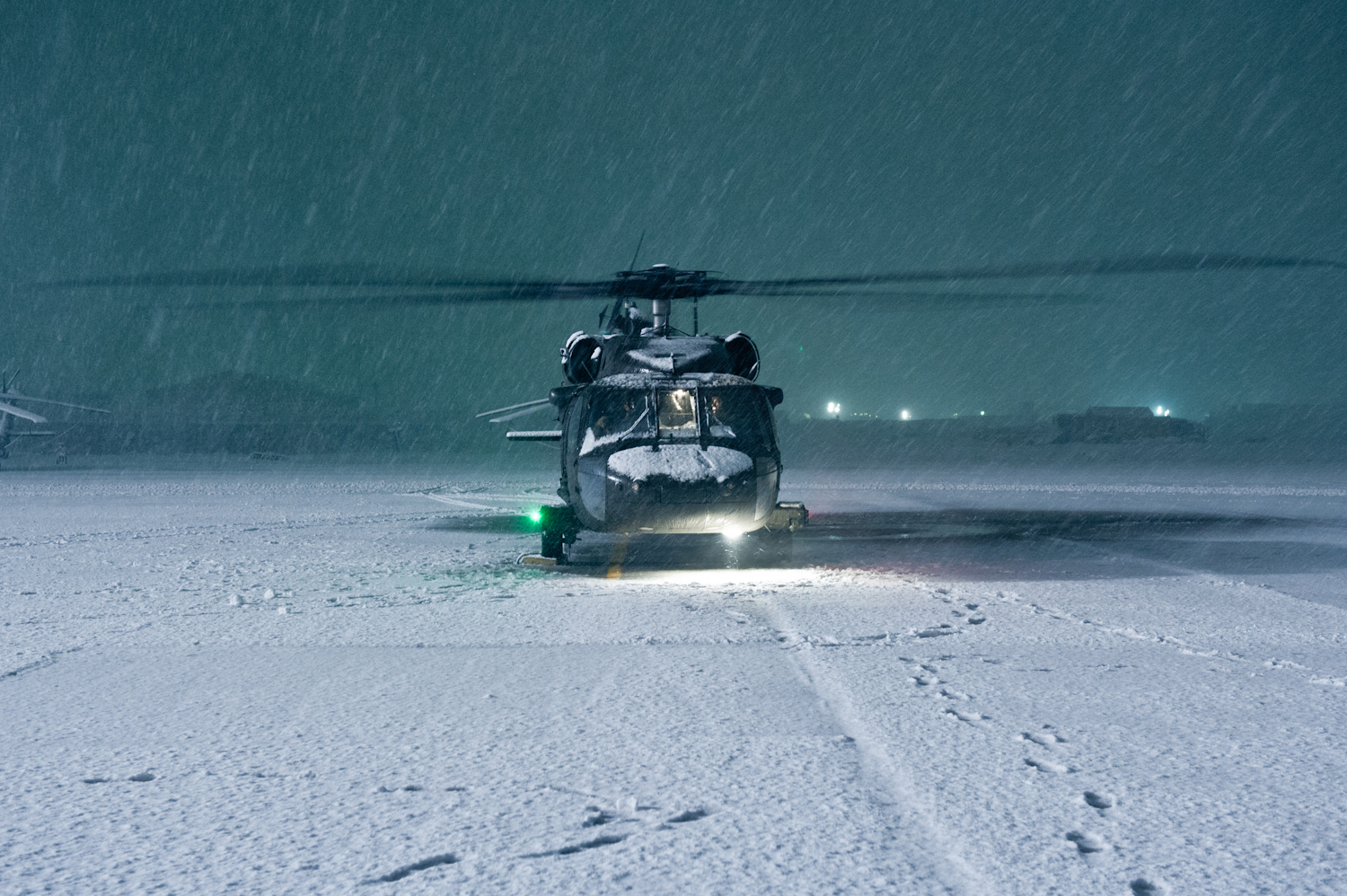
یکی از هلیکوپترهای پایگاه بگرام در زمستان

دولت آمریکا پس از حملات تروریستی ۱۱ سپتامبر عده ۶۰۰۰ از طالبان را دستگیر کرد و در زندان‌های گوانتانامو و بگرام محبوس ساخت. دولت آمریکا یازده بلاک رهایشی را برای نگهداری زندانیان در این منطقه اعمار نمود. در ده سال اول حدود ۳۱۰۰ زندانی در این زندان بازداشت شدند. سپس تمامی زندانیان را از گوانتاناموی کوبا به این زندان  انتقال دادند. در این زندان علاوه بر زندانیان افغان، افرادی از کشورهای عربی، پاکستان و لیبی نیز در زندان بگرام بندی بودند. دولت افغان غرض رسیدن به صلح تمامی زندانیان را رها نمود.

## نگارخانه
|  |  |  |  |  |  |